# Колосов, Александр Александрович
Алекса́ндр Алекса́ндрович Ко́лосов (21 июля (2 августа) 1862 — 26 марта 1937) — российский и советский гистолог, доктор медицины (1892), профессор (1895). Ученик К. З. Кучина.

## Биография
Александр Колосов родился 21 июля (2 августа) 1862 года в городе Сумы Харьковской губернии. Окончил сумскую гимназию с золотой медалью. В 1886 году окончил медицинский факультет Харьковского университета и был оставлен был штатным помощником прозектора при кафедре гистологии и эмбриологии. В 1889 году перешёл в Московский университет, работал ассистентом кафедры гистологии, эмбриологии и сравнительной анатомии, возглавляемой А. И. Бабухиным. В 1892 году защитил докторскую диссертацию по теме «О строении плевроперитонального и сосудистого эпителия (эндотелия)». В 1892—1895 работал прозектором и доцентом. С 1895 года — экстраординарный профессор кафедры гистологии Варшавского университета, с 1898 года — ординарный профессор. В 1915 году из-за эвакуации университета переехал в Ростов-на-Дону. В 1916—1920 годы А. А. Колосов был первым директором  Женского городского медицинского института Ростова-на-Дону.  Был профессором кафедры гистологии и эмбриологии Северокавказского университета (с 1930 года — медицинского института).
Опубликовал 16 работ, каждая из которых имела большое научное значение. Основное внимание в своих работах он уделял изучению строения эпителия и мышечной ткани. Создал большую коллекцию гистологических препаратов. Сконструировал модель лабораторной парафиновой бани. Среди его учеников профессора Н. И. Зазыбин, К. А. Лавров, С. Г. Часовников.
Н. И. Зазыбин вспоминал о своём учителе: «На лекциях он оставался таким же, как и в своей лаборатории, страстно любящим свою науку естествоиспытателем, умеющим простыми, доходчивыми словами, несмотря на ограниченное лекционным режимом время, развернуть излагаемый вопрос во всем величии современной науки».

## Сочинения
- О строении плевроперитонеального и сосудистого эпителия (эндотелия), дисс., М., 1892;
- О строении поперечнополосатых мышечных волокон у позвоночных и членистоногих, Дневник 12-го съезда рус. естествоисп. и врачей, № 5, прилож., с. 1, М., 1910;
- О взаимоотношениях клеток и о соковых канальцах в покровных и железистых эпителиях и в гладкой мышечной ткани, Рус. арх. анат., гистол, и эмбриол., т. 4, в. 1, с. 3, 1925.